# Har Betach
Har Betach (hebrejsky:הר בטח) je hora o nadmořské výšce 574 metrů v severním Izraeli, v Horní Galileji.
Nachází se na jihozápadním okraji města Ma'alot-Taršicha. Má podobu výrazného a převážně zalesněného kužele. Na jeho východním úpatí stojí městská čtvrť Taršicha, na severním úpatí navazující vesnice Me'ona. Vlastní svahy vrchu jsou ale stavebně nevyužité. Na vrcholku se nachází rozhledna, kterou tu zřídil Židovský národní fond. Za dobrých podmínek se odtud nabízí kruhový výhled na krajinu Horní Galileji a viditelný je i masiv hory Hermon. Na západní straně od kopce se terén postupně svažuje do údolí vádí Nachal Marva. Jde o jeden z několika podobných pahorků, na nichž se město Ma'alot-Taršicha rozkládá. Na severozápad odtud je to Har Eger, na jihovýchodní straně Har Me'ona.